# Casa delle Nozze d'Argento
Casa delle Nozze d'Argento (V, 2, I) è il nome dato ai resti archeologici di una domus romana di Pompei, sepolta dalla cenere dall'eruzione del Vesuvio del 79 d.C. La casa fu scavata nel 1893 e prese il nome dalle nozze d'argento di Umberto e Margherita di Savoia che ricadeva quell'anno.
La casa si trova nella insula 2 della Regio V, nell'ultima traversa di via Vesuvio, vicina alla zona non scavata del sito archeologico. Costruita verso il 300 a.C., in epoca sannitica, fu ammodernata agli inizi del I secolo d.C., in età augustea. Era la domus di un ricco abitante.
La sua architettura è classica e mostra eleganti decorazioni come l'atrio, uno dei più grandi di Pompei, che ha quattro alte colonne di ordine corinzio che sostengono il tetto, e un'esedra elegantemente ornata, con pareti gialle, circondata da due camere con decorazioni in secondo stile.
Ci sono due giardini: il più grande con una vasca centrale e un triclinium; l'altro con una terma, una piscina all'aperto, cucina e una sala con pavimento con mosaico, pareti dipinte e soffitto con volta a botte sostenuto da quattro colonne ottagonali decorati a imitazione del porfido.

## Galleria d'immagini

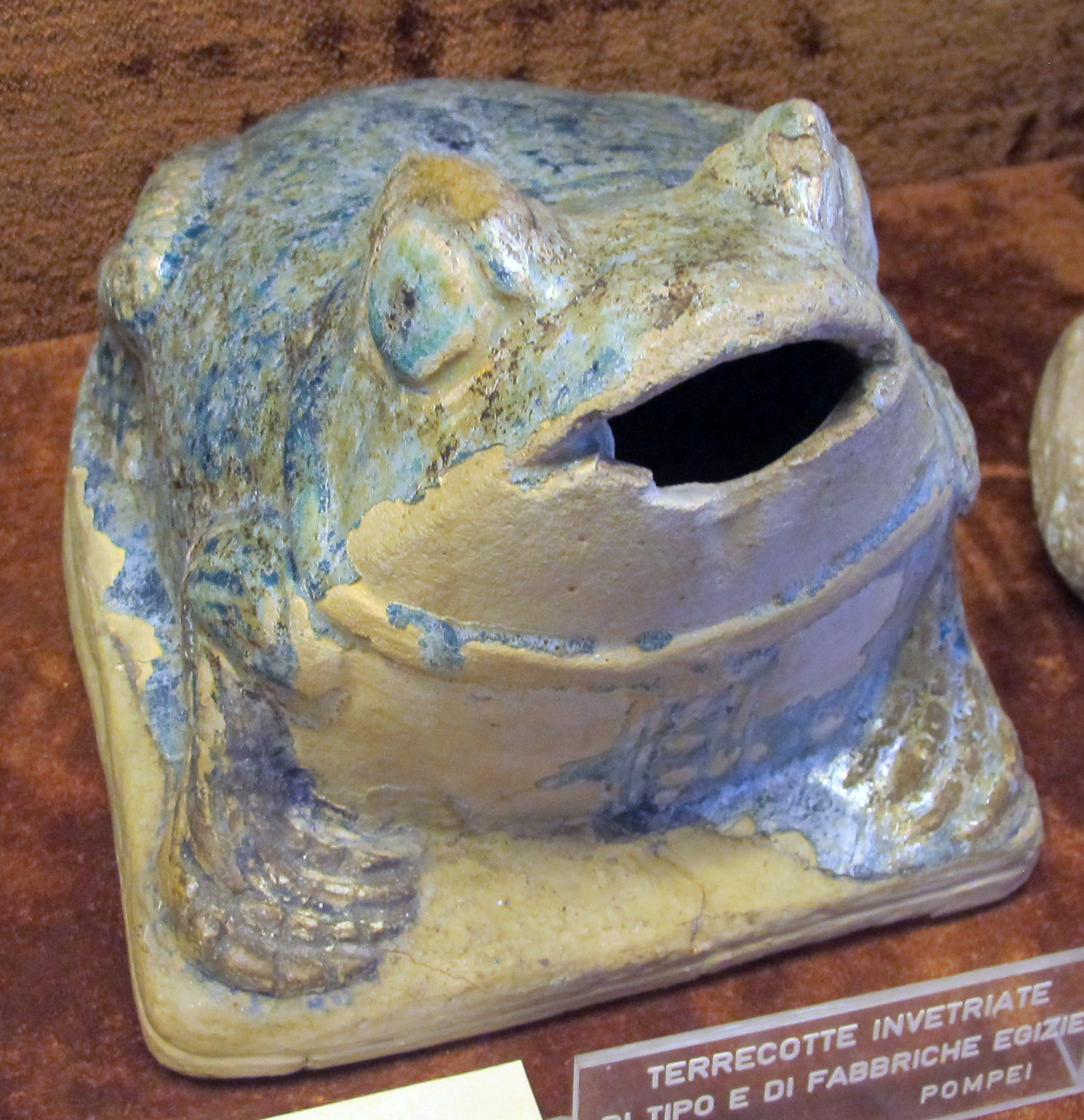
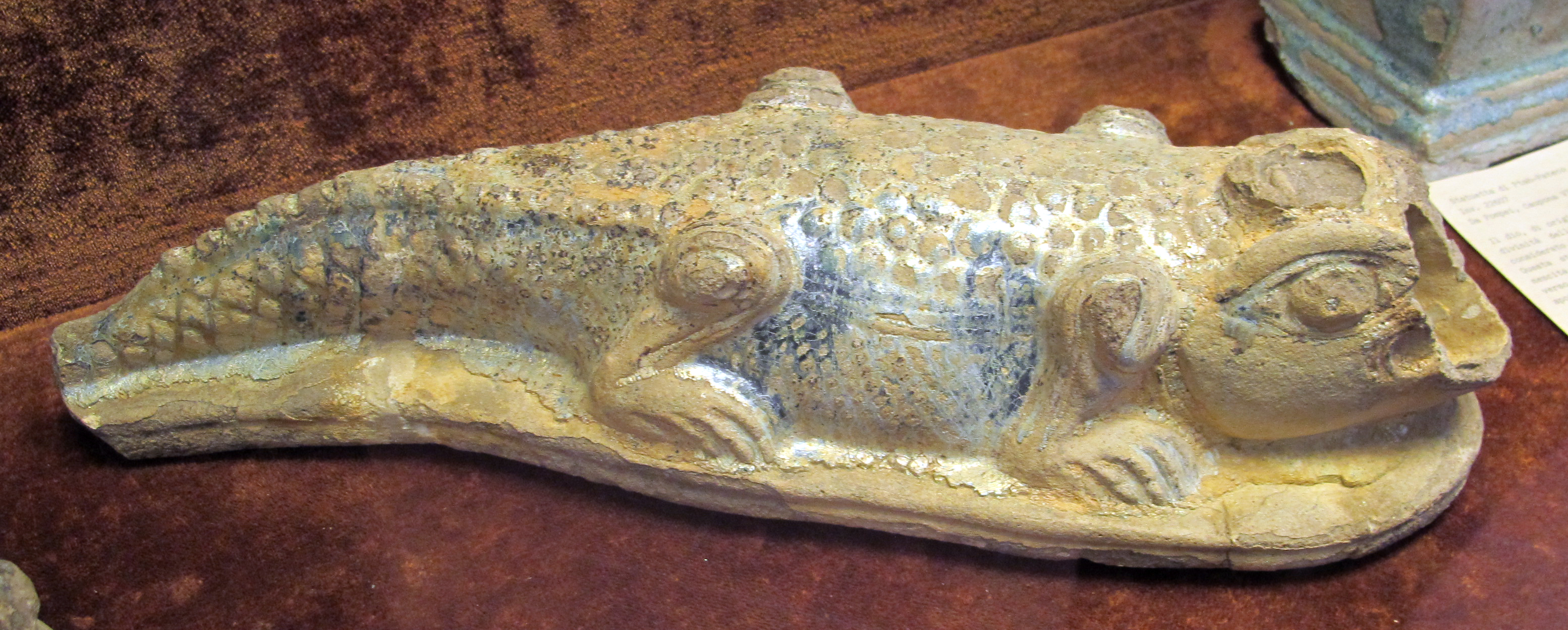